# Edgardo Alfano
Edgardo Alfano (Buenos Aires, Argentina; 12 de abril de 1956) es un periodista gráfico, televisivo, radial y locutor argentino. Es columnista político del noticiero Telenoche, que se emite por Canal 13 y de la señal de cable Todo Noticias (TN) y conduce el programa político "A Dos Voces", junto a Marcelo Bonelli por TN. Además, es conductor del programa "El último de la Fila" por FM Milenium. Previamente ocupó el lugar de Director Periodístico en la agencia Diarios y Noticias (DyN).
Nació en Capital Federal pero vive en la ciudad de Quilmes, al sur del conurbano bonaerense. Los estudios primarios los curso en el colegio Don Bosco y los secundarios en Ms Esandi, de Bernal. Se recibió de Técnico y Experto en Ciencia de la Comunicación en el ICES (Instituto Católico de Estudios Sociales) y de Locutor Nacional en el COSAL (Instituto de Comunicación Social Don Bosco). Su primer trabajo fue en el semanario El Periodista de Quilmes, en 1978.

## Radio
En 1979 ingresó a LS4 Radio Continental. Se desempeñó como redactor, jefe del Informativo, columnista político y gremial y conductor de programas.
Considera a Magdalena Ruiz Guiñazú su guía en la carrera periodística. Fue columnista en Continental de sus programas "Magdalena y las Noticias" (1981/6) y "Magdalena Tempranísimo" (2007/2014).
Además, en Continental compartió programas con Fernando Bravo, Rolando Hanglin, Juan Alberto Badía, Marcelo Tinelli, Mónica Cahen D'anvers, Eduardo Aliverti y Mauro Viale. En esa misma radio condujo durante dos años el programa "Ciudad Abierta", acompañado por Luisa Delfino y Aníbal Vinelli y un noticiero de 6 a 7 junto a Charly Fernández. También estuvo a cargo de un programa deportivo los domingos del que participaron Diego Bonadeo, Luis Majul, Norberto Longo, Raúl Delgado, Alejandro Fabbri, Jorge Ascarate, Antonio de Turris y Jorge Speraggi.
Cómo periodista de la radio estuvo a cargo de la información relacionada con los derechos humanos (Madres y Abuelas de Plaza de Mayo y la APDH), la marcha sindical y la represión policial del 30 de marzo de 1982, la Guerra de Malvinas (desde el continente), la Multipartidaria y la vuelta de la democracia con los multitudinarios actos de Raúl Alfonsín e Italo Luder en la 9 de Julio.
También investigó las desapariciones de Elena Holmberg y Marcelo Dupont, a manos de la dictadura. En un reportaje realizado en Ginebra, Suiza, el diplomático Gregorio Dupont le reveló que su hermano fue asesinado por servicios de inteligencia, como parte de la disputa interna entre el Almirante Emilio Massera y el Ejército.

## Agencia DyN
En 1985 se sumó al equipo de periodistas de la Agencia Diarios y Noticias (DyN), hasta 2003. Fue redactor, jefe de Gremiales y Política, Secretario de Redacción, Secretario General de Redacción y Director Periodístico. Participó en el rediseño de DyN.
Como periodista político realizó las coberturas de viajes internacionales de los presidentes Raúl Alfonsín, Carlos Menem, Fernando de la Rúa y Eduardo Duhalde. Cubrió en tres oportunidades la asamblea anual de la Organización Internacional del Trabajo (OIT) en Ginebra, Suiza. También fue invitado a visitar medios de comunicación internacionales y por gobiernos de Europa, Estados Unidos, Oriente Medio y Asia. Informó para la Agencia DyN y radio Continental desde Estados Unidos, China, Rusia, Israel, Japón, Suiza, Gran Bretaña, España, Italia, Francia, Alemania, Holanda, Bélgica, Mónaco, Austria y República Checa.
Logró para DyN el testimonio de un militar británico que reveló, por primera vez, como fue la ayuda y el espionaje que Chile, a través de su frontera con Argentina, hizo a favor del Reino Unido en la guerra de Malvinas. Fue un reportaje hecho en Londres al general Jeremy Moore, comandante de las fuerzas terrestres británicas en Malvinas.

## Artear
En 1998 se suma como Productor Periodístico al programa A Dos Voces de TN. En 2003 se incorpora como columnista político en los noticieros de Canal 13 y TN y en 2011 como uno de los dos conductores de A dos Voces, junto a Marcelo Bonelli. 
Para la televisión realizó las investigaciones del caso Skanska, que fue una de las primeras denuncias de corrupción durante el kirchnerismo, y con el periodista Norberto Dupesso revelaron el intento de Antonini Wilson de entrar al país de manera ilegal casi 800 mil dólares, supuestamente para la campaña de Cristina Kirchner. 
En octubre de 2016 integró una comitiva de periodistas que visitó Washington con motivo de la campaña electoral para las elecciones presidenciales de Estados Unidos.

## Premios Martin Fierro
Ganó un Martín Fierro por su labor periodística en TN. También obtuvo varios Martín Fierro por A dos Voces. Como mejor programa político de cable y por la producción periodística. Además, APTRA otorgó a A Dos Voces el Martín Fierro de Oro.
También Telenoche ganó varios Martín Fierro como mejor noticiero de televisión abierta.
En radio Continental, fue nominado tres veces por su labor periodística.